# 브룩스브라더스

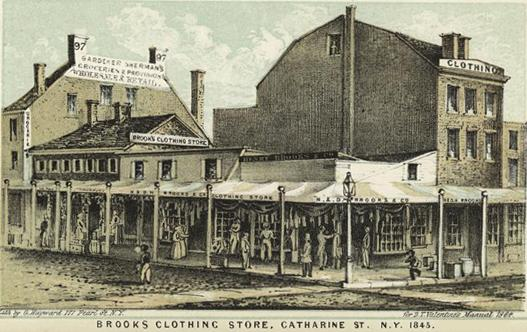
브룩스브라더스 1호점

브룩스브라더스(Brooks Brothers)는 미국에서 가장 오래된 의류 소매 기업이며 본사는 뉴욕시 맨해튼에 위치해 있다. 1818년 가업으로 설립된 브룩스브라더스는 남성, 여성, 아동용 의류과 가정용 가구를 생산한다. 디자이너 잭 포센은 브랜드 여성 컬렉션 크리에이티브 디렉터를 2014년 6월부터 2020년까지 역임했다. COVID-19 팬더믹으로 인한 스토어 폐쇄와 저조한 온라인 판매량으로 인해 이 기업은 2020년 7월 파산 보호를 신청했다. 브룩스브라더스는 2020년 8월 오텐틱 브랜즈 그룹과 스팍 그룹(Simon Properties Authentic Retail Concepts Group LLC)←오텐틱 브랜즈 그룹과 사이먼 프로퍼티 그룹 간 조인트 벤처에 인수될 것이라 발표했다.

## 같이 보기
- 랄프 로렌 (기업)
- 톰 브라운 (패션 디자이너)
- 조지프 아부드
- 소매업 종말